# Henri Meunier

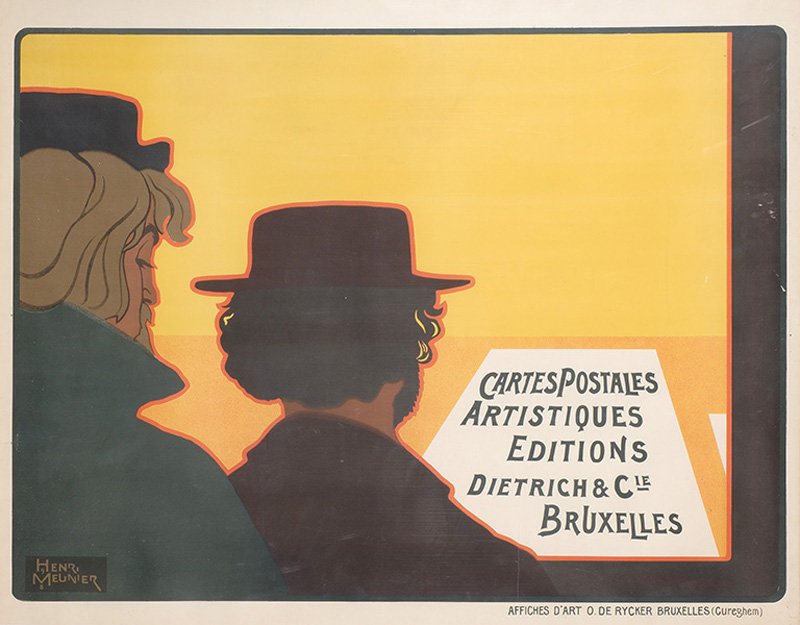

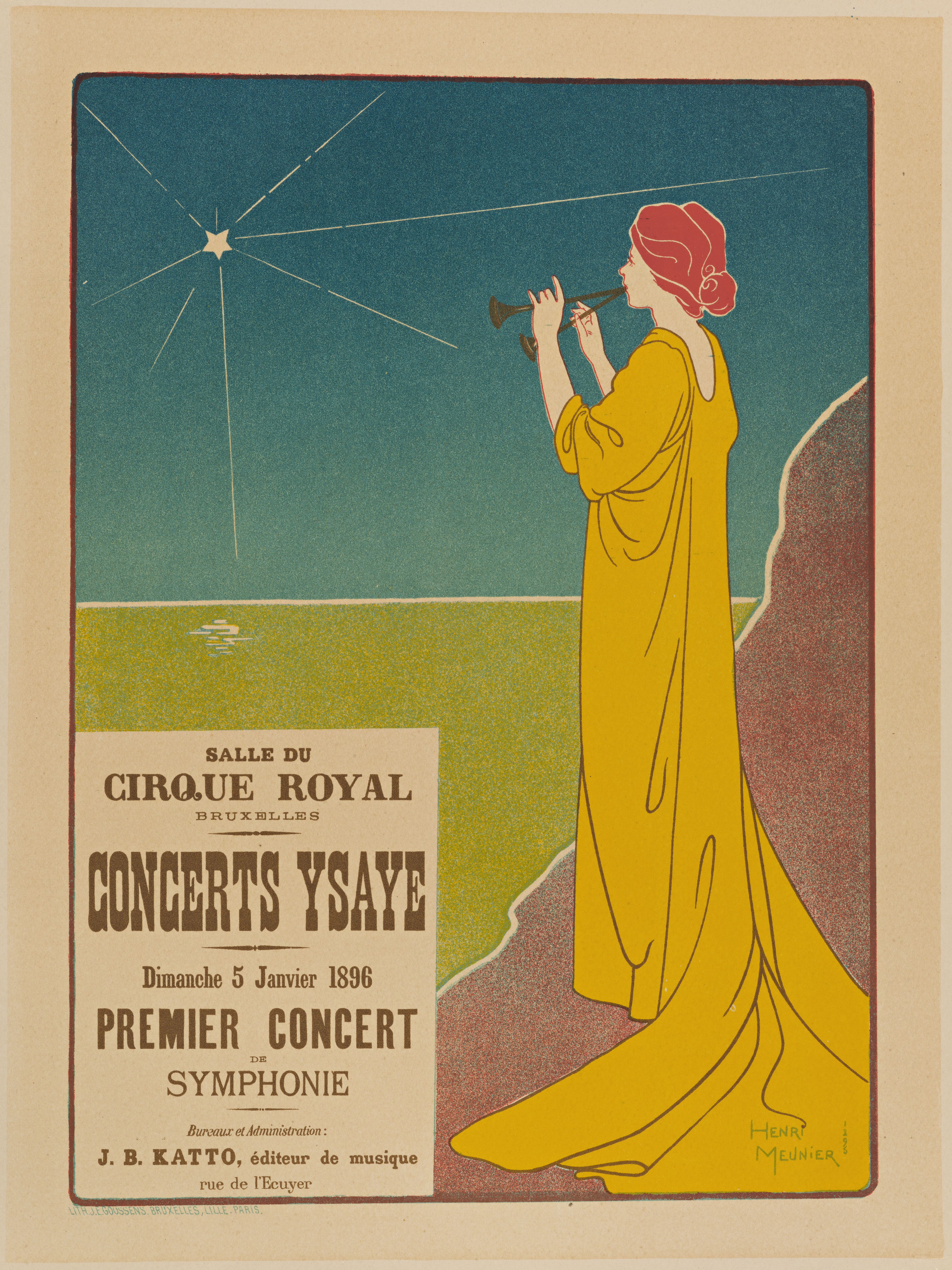

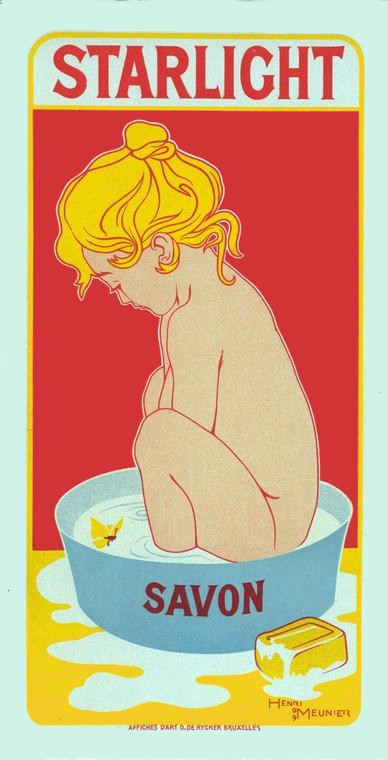

Henri Georges Jean Isidore Meunier (Ixelles, 25 luglio 1873 – Etterbeek, 8 settembre 1922) è stato un pittore, incisore, illustratore e pubblicitario belga. Meunier è conosciuto anche come Marc-Henry Meunier.

## Biografia
Henri Meunier è figlio dell'incisore Jean-Baptiste Meunier e nipote del pittore Constantin Meunier.
È suo padre ad insegnargli nel suo laboratorio l'arte dell'incisione. In seguito Henri entra a L'École des arts industriels et décoratifs d'Ixelles dove suo padre gestisce il corso di disegno dal vero.
Litografo, Meunier è anche un incisore su rame e un notevole rilegatore di libri. Egli riceve la medaglia d'oro nel 1893 in una esposizione a Limoges. Nella sua produzione troviamo cartoline postali, carte da gioco, francobolli (serie Leopoldo II del Belgio, 1905).
Egli inizia a realizzare manifesti pubblicitari nel 1895; le sue immagini sono caratterizzate da un forte impatto visivo perché egli utilizza la tecnica del giapponismo, molto di moda all'epoca, che consisteva nell'utilizzare colori piatti e contorni spessi.
Il suo stile si distacca dall'esplosione floreale della maggior parte degli artisti dell'art nouveau mentre è più simile a quella degli illustratori anglosassoni come James Pryde o Albert Morrow. 
Meunier collabora con la rivista L'Estampe moderne pubblicata da Charles Masson e Henry Piazza e nel 1897 viene pubblica L'heure du silence. Jules Chéret sceglie di pubblicare tre opere di Meunier nella sua rivista Maitre de l'affiche: Salle du Cirque royal Concert Ysaye, Café Rajah e Starlight Savon.
Nel 1897 Jean Louis Sponsel pubblica alcune incisioni di Meunier nel suo saggio, Das moderne Plakat (Dresda, Gerhard Kühtmann), uno dei primi testi che trattano di manifesti artistici.
Nel 1916 Meunier espone una serie di acqueforti che rappresentano i combattimenti della battaglia delle Ardenne del 1914.
Le sue opere sono esposte al Musée communal des beaux-arts d'Ixelles.

## Manifesti registrati
- 1896 - Salle du Cirque royal Concert Ysaye (Bruxelles, Lithographie J.-E. Goossens)
- 1896 - Aujourd'hui collecte en faveur de l’œuvre du grand air
- 1896 - Casino de Blankenberghe
- 1897 - Café Rajah (serie varie)
- 1898 - Cartes Postales Artistiques Dietrich & Cie
- 1898 - Le testament du baron Jean
- 1899 - Starlight Savon (Bruxelles, Lithographie O. de Rycker)
- 1900 - Mode d'été
- 1900 - Le Cyclodrome
- 1901 - Le Carnet mondain (Bruxelles, Tipografia Meert)
- 1902 - Phares électriques

Non datati
- Pollet et Vittet, Chocolaterie de Pepinster
- Gonthier-Meymans